# Institute
Pour les articles homonymes, voir The Institute et The Institute (série télévisée).
Institute est un groupe américain de rock alternatif. Son unique album, Distort Yourself, est sorti le 13 septembre 2005.

## Historique
Institute est formé en 2004 à la veille de la pause du groupe Bush de Gavin Rossdale. Rossdale forme Institute avec Chris Traynor (qui jouait dans des groupes comme Bush et Helmet) après avoir accepté de faire une pause après Bush. Le duo recrute le bassiste Cache Tolman (de la période Rival Schools) et le batteur Josh Freese. Freese est temporairement recruté, et le groupe avait besoin d'un batteur pour son premier album, Distort Yourself. Rossdale recrute plus tard Charlie Walker (Split Lip, Chamberlain).
Après s'être réunis chez Interscope Records (label qui a signé avec Bush), Rossdale commence à enregistrer Distort Yourself aux côtés du chanteur et producteur Page Hamilton. Rossdale choisit Hamilton pour la production de l'album. Distort Yourself est publié le 13 septembre 2005 via Interscope Records et débute 81e du Billboard Top 200 Album Charts avec plus de 12 000 exemplaires vendus. Le premier single de l'album, Bulletproof Skin, atteint la 28e place du Billboard Mainstream Rock et la 29e place du Modern Rock Chart. Il est même inclus dans le jeu vidéo NHL 06 d'EA Sports, et dans le film à gros budget Furtif. Institute joue à plusieurs reprises des chansons de Bush en concert comme Machinehead, The People that We Love, Swallowed, une version acoustique de Comedown, et Glycerine. Ils jouent aussi au Tyra Banks Show avec Banks. À la fin 2005, Institute ouvre pour U2 pendant sa tournée Vertigo.

## Membres
- Gavin Rossdale - chant, guitare
- Chris Traynor - guitare
- Cache Tolman - basse
- Charlie Walker - batterie

## Discographie

### Album studio
- 2005 : Distort Yourself

### Singles
- 2005 : Distort Yourself